# Università del Litorale
L'Università del Litorale (in sloveno Univerza na Primorskem; ufficialmente con denominazione bilingue sloveno-italiano) è un'università pubblica slovena con sede a Capodistria, fondata nel 2003.

## Storia
I primi tentativi di fondare un'università slovena nella zona del Litorale risalgono al primo decennio del Novecento, con la proposta da parte dello studioso goriziano Henrik Tuma di creare un'università bilingue italo-slovena a Trieste. I primi passi concreti si dettero comunque solo in seguito all'indipendenza della Slovenia, nel 1991, quando fu proposta la creazione di un terzo polo universitario sloveno, oltre a Lubiana e Maribor, nella Slovenia occidentale. Nel 1992 venne perciò formato il primo gruppo di ricerca e nel 1994 venne fondato il Centro di ricerche scientifiche di Capodistria. Nel 1996 si formò il Centro per gli studi universitari a Capodistria, con il duplice ruolo di facilitare lo sviluppo dell'educazione universitaria nella zona del Litorale e dell'Istria slovena e di preparare le basi giuridiche e legali per la fondazione dell'università.
Nel gennaio del 2003, il Parlamento sloveno approvò il decreto di fondazione dell'Università che cominciò con il proprio operato nel marzo dello stesso anno.
Essendo situata la sede principale dell'università nella zona bilingue del comune di Capodistria, per legge il nome dell'istituzione doveva essere bilingue, ma la Camera di Stato slovena stabilì che il nome ufficiale italiano dovesse essere "Università della Primorska". Solo dopo una serie di ricorsi dei rappresentanti della minoranza italiana in Slovenia, il nome venne modificato in "Università del Litorale". Tuttavia, non sono mai stati attivati insegnamenti in lingua italiana: i corsi di laurea sono in maggioranza in sloveno e tre corsi sono in lingua inglese (Matematica 1° ciclo, Management 2° ciclo, Turismo 2° ciclo).
Il terzo e attuale rettore dell'ateneo capodistriano è il matematico Dragan Marušič.

## Facoltà e altri enti
- Facoltà degli studi umanistici - Capodistria
- Facoltà di Management - Capodistria
- Facoltà di scienze matematiche, naturali e tecnologie informatiche - Capodistria
- Facoltà di Studi Educativi - Capodistria
- Facoltà degli Studi Turistici - Portorose
- Facoltà di Scienze della Salute - Isola d'Istria
- Centro di ricerche scientifiche di Capodistria
- Istituto del Litorale di Scienze Naturali e Tecniche di Capodistria